# Liga Cultural de Fútbol Torneo Oficial 2009
La Liga Cultural de Fútbol es una liga regional de fútbol profesional de la provincia de La Pampa (Argentina) afiliada a la AFA a través del Consejo Federal. Su sede está localizada en Lucio V. Mansilla 215 de la ciudad de Samta Rosa. 

Organiza anualmente el Torneo Oficial de Liga.

## Torneo de Primera A
El Campeonato Oficial de la Liga Cultural de Fútbol de 2008 fue la 84ª edición del torneo.

Del Campeonato participaron 18 equipos. El torneo se dividió, como es habitual, en dos zonas tomando como punto de referencia para dividir a los equipos la Ruta Provincial N.º 18.

Así la Zona Norte quedó conformada por los equipos de las ciudades ubicadas al norte de la mencionada ruta, y la Zona Sur conformada por los equipos de las ciudades ubicadas al sur de dicha Ruta Provincial.

El torneo comenzó primeramente en la Zona Sur el día 22 de marzo, y una semana después comenzó el certamen en la Zona Norte. En una primera etapa clasificó a cuatro equipos (dos por cada zona) al Torneo Mayor, que se disputó bajo la modalidad de copa, es decir semifinales y final. En consecuencia el campeonato y finalizó con la disputa del partido de vuelta de la final que se jugó el 16 de agosto.

El certamen sirvió además para clasificar a seis equipos (tres por zona) al Torneo Provincial 2009.

El torneo Oficial 2009 coronó campeón al Club General Belgrano de Santa Rosa; obteniendo de esa manera el equipo "tricolor" el bicampeonato (2008 y 2009) y el noveno título de su historia (además de los dos mencionados los de las temporadas 2002, 1998 Ap. 1997, 1978, 1953, 1932, 1930), ubicándose así como el segundo equipo más ganador en el historial general de la Liga Cultural de Fútbol, junto a Santa Rosa.

### Zona Norte
La zona norte fue disputada por ocho equipos, que jugaron todos contra todos a dos rondas de partidos (ida y vuelta invirtiéndose la condición de local) para totalizar catorce partidos jugados cada equipo.

El campeón de la Zona Norte fue General Belgrano que en la última fecha alcanzó la primera posición del grupo relegando al segundo lugar a All Boys.

El campeón del grupo norte y el subcampeón clasificaron para las semifinales del Torneo de Liga.

Por su parte el último en las posiciones, Mutual Guardavidas, descendió a la Primera División B para la temporada 2010.

#### Posiciones
| Zona Norte                          |    |    |    |    |    |    |     |     |
| Equipo                              | PJ | PG | PE | PP | PF | GC | Dif | Pts |
| Belgrano (Santa Rosa)               | 14 | 9  | 3  | 2  | 19 | 11 | 8   | 30  |
| All Boys (Santa Rosa)               | 14 | 9  | 2  | 3  | 21 | 7  | 14  | 29  |
| Villa Germinal (Santa Rosa)         | 14 | 8  | 2  | 4  | 19 | 15 | 4   | 26  |
| Atlético Macachín (Macachín)        | 14 | 7  | 4  | 3  | 21 | 16 | 5   | 25  |
| Independiente (Doblas)              | 14 | 7  | 3  | 4  | 26 | 14 | 12  | 24  |
| Deportivo Mac Allister (Santa Rosa) | 14 | 3  | 4  | 7  | 20 | 22 | -2  | 13  |
| Deportivo Winifreda (Winifreda)     | 14 | 2  | 2  | 9  | 15 | 27 | -12 | 8   |
| Mutual Guardavidas (Santa Rosa)     | 14 | 0  | 0  | 14 | 5  | 37 | -32 | 0   |

| Clasificado para las Semifinales de Liga |
| Descendió a la Primera División B        |

### Zona Sur
La Zona Sur participaron diez equipos, que se dividieron en dos subgrupos de cinco equipos cada uno. Jugaron, dentro de su grupo, todos contra todos en partidos de ida y vuelta disputándose por cada fecha un interzonal, para totalizar 10 partidos cada equipo.

Los ubicados del primer al cuarto lugar en cada uno de los grupos, clasificaron para disputar la etapa final de la Zona Sur, enfrentándose en cuartos de final el primero de cada una de los grupos con el cuarto del otro otra, y el segundo de cada grupo con el tercero del otro.

Los perdedores de esas series quedaron eliminados, y los ganadores jugaron las semifinales de la Zona Sur; a su vez los perdedores de las semifinales, quedaron eliminados, y los ganadores de éstas accedieron, no sólo a la final de la Zona Sur, sino también a las Semifinales de Liga.

Los finalistas de la Zona Sur fueron los clásicos rivales de Jacinto Arauz, Villa Mengelle e Independiente; y el campeón de la zona sur fue Villa Menguelle que ganó ambos partidos (2 a 0 y 4 a 3).

#### Posiciones
| Grupo A                                  |    |    |    |    |    |    |     |     |
| Equipo                                   | PJ | PG | PE | PP | PF | GC | Dif | Pts |
| Sportivo y Cultural (General San Martín) | 10 | 8  | 0  | 2  | 23 | 10 | 13  | 24  |
| Villa Menguelle (Jacinto Aráuz)          | 10 | 5  | 2  | 3  | 18 | 10 | 8   | 17  |
| Independiente (Jacinto Aráuz)            | 10 | 5  | 2  | 3  | 25 | 22 | 3   | 17  |
| Rampla Juniors (Villa Iris)              | 10 | 4  | 2  | 4  | 17 | 23 | -6  | 14  |
| Unión Deportiva (Bernasconi)             | 10 | 1  | 1  | 8  | 17 | 29 | -12 | 4   |

| Grupo B                          |    |    |    |    |    |    |     |     |
| Equipo                           | PJ | PG | PE | PP | PF | GC | Dif | Pts |
| Pampero (Guatraché)              | 10 | 6  | 3  | 1  | 14 | 8  | 6   | 21  |
| Club Darregueira (Darregueira)   | 10 | 6  | 2  | 2  | 23 | 14 | 9   | 20  |
| Unión (General Manuel J. Campos) | 10 | 1  | 5  | 4  | 15 | 19 | -4  | 8   |
| Huracán (Guatraché)              | 10 | 1  | 4  | 5  | 12 | 22 | -7  | 7   |
| Gimnasia Esgrima (Darregueira)   | 10 | 0  | 5  | 5  | 11 | 18 | -7  | 5   |

| Clasificado para los Playoffs Zona Sur |

#### Playoffs Final Zona Sur
|  | Cuartos de final            | Cuartos de final    | Cuartos de final |   |                 | Semifinales | Semifinales | Semifinales |  |  | Final           | Final      | Final      |
|  | 31/5 y 7/6                  | 31/5 y 7/6          | 31/5 y 7/6       |   |                 | 14/6 y 21/6 | 14/6 y 21/6 | 14/6 y 21/6 |  |  | 5/7 y 12/7      | 5/7 y 12/7 | 5/7 y 12/7 |
|  |                             |                     |                  |   |                 |             |             |             |  |  |                 |            |            |
|  | Villa Menguelle             | 1                   | 1                |   |                 |             |             |             |  |  |                 |            |            |
|  | Unión                       | 0                   | 1                |   |                 |             |             |             |  |  |                 |            |            |
|  | Unión                       | 0                   | 1                |   | Villa Menguelle | 1           | 3           |             |  |  |                 |            |            |
|  |                             |                     |                  |   | Villa Menguelle | 1           | 3           |             |  |  |                 |            |            |
|  |                             | Sportivo y Cultural | 1                | 0 |                 |             |             |             |  |  |                 |            |            |
|  | Sportivo y Cultural         | Sportivo y Cultural | 1                | 0 | 2               | 3           |             |             |  |  |                 |            |            |
|  | Sportivo y Cultural         |                     |                  |   | 2               | 3           |             |             |  |  |                 |            |            |
|  | Huracán                     | 0                   | 1                |   |                 |             |             |             |  |  |                 |            |            |
|  |                             |                     |                  |   |                 |             |             |             |  |  | Villa Menguelle | 2          | 4          |
|  |                             |                     | Independiente    | 0 | 3               |             |             |             |  |  |                 |            |            |
|  | Club Darregueira            | 0                   | 0                |   |                 |             |             |             |  |  |                 |            |            |
|  | Independiente               | 1                   | 0                |   |                 |             |             |             |  |  |                 |            |            |
|  | Independiente               | 1                   | 0                |   | Independiente   | 1           | 3           |             |  |  |                 |            |            |
|  |                             |                     |                  |   | Independiente   | 1           | 3           |             |  |  |                 |            |            |
|  |                             | Rampla Juniors      | 2                | 2 |                 |             |             |             |  |  |                 |            |            |
|  | Pampero (Guatraché)         | Rampla Juniors      | 2                | 2 | 1               | 1           |             |             |  |  |                 |            |            |
|  | Pampero (Guatraché)         |                     |                  |   | 1               | 1           |             |             |  |  |                 |            |            |
|  | Rampla Juniors (Villa Iris) | 3                   | 2                |   |                 |             |             |             |  |  |                 |            |            |

### Torneo Mayor

#### Semifinales de Liga
En las semifinales del Torneo Oficial 2009, se enfrentaron: el campeón de la Zona Norte, con el subcampeón de la Zona Sur (General Belgrano frente a Independiente) y en la otra llave el campeón de la Zona Sur con el subcampeón de la Zona Norte (Villa Menguelle contra All Boys).

Los partidos de ida se jugaron el 19 de julio siendo locales los subcampeones de zona. En la primera semifinal General Belgrano le ganó de visitante a Independiente por 4 a 0 ; en tanto que All Boys y Villa Mengelle empataron 0 a 0 en el estadio del primero.
 
Las revanchas se jugaron días disintos, mientras Belgranó jugó el 26 de julio recibiendo a Independiente, a quien le ganó nuevamente, en esa ocasión por 3 a 0 ; el partido entre All Boys y Villa Mengelle fue postergado una semana a raíz de la nevada ocurrida en Jacinto Arauz ; jugado ese partido, All Boys ganó 4 a 0, accediendo a la final junto a su clásico rival Belgrano, quienes se enfrentaron para dirimir el campeón del oficial 2009 de la Liga Cultural de Fútbol.

#### Final de Liga
El primer partido de la final del oficial 2009 de la Liga Cultural, jugado en la cancha de General Belgrano el 9 de agosto, terminó empatado 1-1 ; en la revancha jugada en la cancha de All Boys el 16  de agosto, ganó General Belgrano por 2-0, consagrándose campeón el Club General Belgrano que repitió el título conseguido en el año 2008, obteniendo el segundo bicampeonato de su historia (luego de los torneos de 1997 y 1998).

### Llave Final
|  | Semifinales                   | Semifinales      | Semifinales           |   |                       | Final      | Final      | Final      |  |
|  | 19/7, 26/7 y 2/8              | 19/7, 26/7 y 2/8 | 19/7, 26/7 y 2/8      |   |                       | 9/8 y 16/8 | 9/8 y 16/8 | 9/8 y 16/8 |  |
|  |                               |                  |                       |   |                       |            |            |            |  |
|  |                               |                  |                       |   |                       |            |            |            |  |
|  | Belgrano (Santa Rosa)         | 4                | 3                     |   |                       |            |            |            |  |
|  | Belgrano (Santa Rosa)         | 4                | 3                     |   |                       |            |            |            |  |
|  | Independiente (Jacinto Aráuz) | 0                | 0                     |   |                       |            |            |            |  |
|  | Independiente (Jacinto Aráuz) | 0                | 0                     |   | Belgrano (Santa Rosa) | 1          | 2          |            |  |
|  |                               |                  |                       |   | Belgrano (Santa Rosa) | 1          | 2          |            |  |
|  |                               |                  | All Boys (Santa Rosa) | 1 | 0                     |            |            |            |  |
|  | Villa Menguelle               | 0                | All Boys (Santa Rosa) | 1 | 0                     | 0          |            |            |  |
|  | Villa Menguelle               | 0                |                       |   |                       | 0          |            |            |  |
|  | All Boys (Santa Rosa)         | 0                | 4                     |   |                       |            |            |            |  |
|  | All Boys (Santa Rosa)         | 0                | 4                     |   |                       |            |            |            |  |
|  |                               |                  |                       |   |                       |            |            |            |  |

Belgrano de Santa Rosa

Campeón

9° Campeonato

## Campeones de la Década de la Liga Cultural de Fútbol
- 2009 General Belgrano (Santa Rosa).
- 2008 General Belgrano (Santa Rosa).
- 2007 All Boys (Santa Rosa).
- 2006 All Boys (Santa Rosa).
- 2005 All Boys (Santa Rosa).
- 2004 All Boys (Santa Rosa).
- 2003 Atlético Santa Rosa Santa Rosa).
- 2002 General Belgrano (Santa Rosa).
- 2001 All Boys (Santa Rosa).

## Torneo de Primera "B"
La Zona Norte contó con un torneo de Primera División "B" en el que el Club Atlético Santa Rosa (después de cuatro años de militar en la categoría) se coronó campeón, el día mismo que cumplió con la fecha libre (ante el empate del segundo en la tabla de posiciones) y dos jornadas antes de la finalización del torneo; y obtuvo, de esa manera, el ascenso para el Torneo Oficial 2010 .

### La tabla de posiciones del torneo
| Zona Norte                            |    |    |    |    |    |    |     |     |
| Equipo                                | PJ | PG | PE | PP | PF | GC | Dif | Pts |
| Atlético Santa Rosa (Santa Rosa)      | 16 | 12 | 3  | 1  | 42 | 7  | 35  | 39  |
| Unión Deportiva Campos (General Acha) | 16 | 8  | 4  | 4  | 28 | 15 | 13  | 28  |
| Guardia del Monte (Toay)              | 16 | 5  | 7  | 4  | 25 | 19 | 6   | 22  |
| Pampero (Ataliva Roca)                | 16 | 5  | 6  | 5  | 31 | 29 | 2   | 21  |
| Unión y Amistad (Santa Rosa)          | 16 | 5  | 5  | 6  | 17 | 22 | -5  | 20  |
| Sarmiento (Santa Rosa)                | 16 | 5  | 4  | 7  | 20 | 22 | -2  | 19  |
| Deportivo Anguilense (Anguil)         | 16 | 4  | 4  | 8  | 24 | 30 | -6  | 16  |
| Deportivo Uriburu (Uriburu)           | 16 | 4  | 3  | 9  | 17 | 40 | -23 | 15  |
| Unión Acha (General Acha)             | 16 | 3  | 5  | 8  | 13 | 37 | -24 | 14  |

1. 1 2  Se les dio por perdido el partido a ambos equipos por 0-2.